# Re:make/NO SCARED
「Re:make/NO SCARED」（リメーク/ノー・スケアード）は、日本のロックバンド、ONE OK ROCKの6枚目のシングル。2011年7月20日にA-Sketchから発売された。

## 解説
前作「アンサイズニア」より、約5ヶ月ぶりのシングル。ONE OK ROCK初の両A面構成。

### 収録曲について
- 「Re:make」は、前作「アンサイズニア」のカップリングとして収録される予定だった[1]。また、Facebookの公式ページにて、オリジナルPVを視聴することができる。関西テレビ「プロ野球中継2025」テーマソング。
- 「NO SCARED」はPSP用ゲーム「ブラック★ロックシューター THE GAME」主題歌[2]。

## 収録曲
| 全作詞: Taka。 |                         |      |            |                       |      |
| #              | タイトル                | 作詞 | 作曲       | 編曲                  | 時間 |
| 1.             | 「Re:make」             | Taka | Taka       | ONE OK ROCK、是永巧一 | 3:23 |
| 2.             | 「NO SCARED」           | Taka | Toru、Taka | ONE OK ROCK、akkin    | 3:39 |
| 3.             | 「Rock,Scissors,Paper」 | Taka | Taka       | ONE OK ROCK、akkin    | 3:33 |